# Chouffe Bok 6666
Chouffe Bok 6666 is een Belgisch bier, gebrouwen door de Brouwerij van Achouffe (die in 2006 werd overgenomen door Brouwerij Duvel Moortgat).
Dit koperkleurig seizoensbier had oorspronkelijk een alcoholpercentage van 6%, later werd dit 6,66%. Het is een bokbier dat speciaal voor Nederland gebrouwen wordt. Vandaar “Bok” in de naam. “6666” is het postnummer van Wibrin, waartoe Achouffe behoort.
Op het etiket staat een kromgebogen kabouter tussen de hopranken met hop en gerst op zijn rug.